# Brouwerij Jessenhofke
Brouwerij Jessenhofke is een brouwerij gelegen te Kuringen in de provincie Limburg in België. De vroegere hobbybrouwerij Jessenhofke werd in augustus 2010 officieel erkend als brouwerij. De brouwerij verkoopt enkel bieren met biologische producten.

## Geschiedenis
Gert Jordens begon in 2000 als hobbybrouwer met een brouwinstallatie met een capaciteit van 32 liter. Zo ontwikkelde hij zijn eerste biobier, Jessenhofke Triple, dat in 2002 bekroond werd tot beste amateurbrouwsel van Limburg. In 2005 werd een semi-professionele installatie aangekocht met een capaciteit van 125 liter. In 2006 startte de verkoop van het eerste huisbier. Eerst volgde Jordens de lessen amateurbrouwer in de Hamse Biergilde. Daarna behaalde hij (in 2008) het brouwersdiploma te Gent aan het CTL en volgde ook de opleiding Zytholoog (biersommelier) bij SYNTRA (in 2010). Sinds 2015 is hij docent microbrouwer bij Syntra Hasselt in het eerste jaar voor de vakken grondstoffen en fabricage.
Deze brouwerij mag sinds 2012 het logo "Belgische Hop-Houblon Belge–Belgian Hops" gebruiken. Dit kwaliteitslabel werd in september 2011 gelanceerd en wordt enkel toegekend aan bieren die gebrouwen worden met minimum 50% Belgische hop. Vanaf september 2012 kregen alle bieren een restyling met nieuwe namen en nieuwe etiketten.
Eind 2024 werd de kaap van 1 miljoen geproduceerde liters overschreden. 40% van de omzet komt van bierontwikkeling voor derden.

## Brouwinstallatie
De brouwinstallatie van 125 liter te Kuringen wordt gebruikt voor het brouwen van kleine hoeveelheden artisanale (biologische) bieren. Grotere hoeveelheden van de commerciële biobieren werden oorspronkelijk gebrouwen bij de Proefbrouwerij in Hijfte, daarna bij Brouwerij Anders! in Halen en Brouwerij Strubbe in Ichtegem.

## Bieren
Er worden 8 biersoorten op de markt gebracht onder eigen label naast de zusterbieren:
- TRPL (oorspronkelijke naam Jessenhofke Triple) (met als etiketbier Dagelyckx Bier voor Beginha uit Tongeren)
- BRWN (oorspronkelijke naam Jessenhofke Bruin)
- MAYA (oorspronkelijke naam Jessenhofke Maya), in samenwerking met seitanmakerij Maya uit Hasselt (eerste bier ter wereld volgens cradle to cradle principe)
- PMPRNL (oorspronkelijke naam Jessenhofke Pimpernelle), in samenwerking met kruidenkweker Sanguisorba uit Ranst
- RSRV (oorspronkelijke naam Jessenhofke Bière de garde), in samenwerking met café Grendelpoort uit Valkenburg, Er bestaat ook een bier met naam WNTR met hetzelfde recept.
- RGLR (Jessenhofke licht blond) in samenwerking met horecaopleiding Rouppe, Overmolen uit Brussel

Bieren in opdracht gebrouwen
- Vulcanus, voor brandweer Hasselt
- Schelpje voor Lets Oostende, later werd dit bier gerebrand naar OLAF, naar de initiatiefnemer van het Schelpjesbier.
- Arvum voor Herkenrodeboer, Stokrooi
- Gringelbieren (Duustere, Bleike, Kroedwosj, Witte Heks,...), voor café Grendelpoort uit Valkenburg
- 't Bottelke, frist terrasbiertje ter gelegenheid van het 125 jarig bestaan van de brouwerij waar de bottelarij gevestigd is in Ulbeek
- Den Ouden Bock, voor de Bottelarij in Ulbeek.
- Brein storm (lichtere versie van de PMPRNL) en Brein storm NaCL (tvv foundation Breinstorm)

Demobieren uit ketel in Kuringen
- Blauwbesbier
- Kriekbier
- Rauchbier
- bier gebrouwen met waterbehandeld water met memontechnologie
- bier gebrouwen met Mont Roucous bronwater
- Chocoladebier
- Marasang palmsuikerbier
- Kangenbier